# Vágástanya
Vágástanya (Văgaș), település Romániában, a Partiumban, Szatmár megyében.

## Fekvése
Nagytarna közelében fekvő település.

## Története
1956-ban vált külön Nagytarnától. 1956-ban 1804 lakosa volt. 2002-ben 1936 lakosából 1624 román, 168 magyar, 23 német, 94 cigány és 27 ukrán volt.